# Copa da Escócia de 1886–87
A Copa da Escócia de 1886-87 foi a 14º edição do torneio mais antigo do futebol da Escócia. O campeão foi o Hibernian F.C., que conquistou seu 1º título na história da competição ao vencer a final contra o Dumbarton F.C., pelo placar de 2 a 1.

## Premiação
| Copa da Escócia de 1886-87         |
| Escócia                            |
| ---------------------------------- |
| Hibernian F.C. Campeão (1º título) |